# Dominique Quélen
Pour les articles homonymes, voir Quélen.
Dominique Quélen, né à Paris le 30 juillet 1962, est un poète français.

## Biographie
Il collabore régulièrement avec le compositeur Aurélien Dumont, notamment depuis l'opéra Villa des morts (2007), mais aussi avec Christophe Petchanatz et son groupe Klimperei, Misato Mochizuki, Gérard Pesson, NOORG (Loïc Guénin et Eric Brochard), Mathieu Corajod ou Matthias S. Krüger.
Il participe à des lectures publiques et rédige des critiques et notes de lecture pour le Cahier Critique de Poésie édité par le cipM.
Enseignant, il est agrégé de lettres et auteur d'une thèse sur l'œuvre romanesque d'Italo Svevo.
Il est invité d'honneur de l’Oulipo en 2016.

## Publications
- De peu, Les Éditions de Garenne, 1990
- Bas morceaux, Motus, 1992
- Vies brèves, Rafael de Surtis, 1999
- Petites formes, Apogée, 2003[4]
- Sports, Apogée, 2005
- Le Temps est un grand maigre, Wigwam, 2007, et publie.net, 2008
- Comme quoi, L'Act Mem, 2008, et La Rivière échappée, 2009
- Cid Corman, Vivremourir suivi de Lieu, trad. de l'anglais par Barbara Beck et Dominique Quélen, L'Act Mem, 2008, et La Rivière échappée, 2009
- Système, Fissile, 2009
- Loque, avec des dessins de Tristan Bastit, Fissile, 2010[5]
- Finir ses restes, Rehauts, 2011
- Câble à âmes multiples, Fissile, 2011
- Des second & premier, L'Âne qui butine, 2012
- Les Dispositions de la loi, Invenit, 2012
- Énoncés-types, Le Théâtre Typographique, 2014
- Oiseaux, extraits, Contrat Maint, 2014
- Basses contraintes, Le Théâtre Typographique, 2015
- Éléments de langage, publie.net, 2016
- Avers, Louise Bottu, 2017
- Revers, Flammarion, 2018
- La gestion des espaces communs, LansKine, 2019
- quélen = enqulé, Louise Bottu, 2022
- Une quantité discrète, Rehauts, 2022
- Un ramassis, Propos2editions, 2023
- Câble à âmes multiples, LansKine, 2023
- Avec/sans titre, avec Florence Saint-Roch, Louise Bottu, 2023
- Profil élégie, Le Corridor bleu, 2023
- Le chant de la plinthe, LansKine, 2024
- Poésie des familles, Les Hauts Fonds, 2024
- Fiction tombeau / Ma phrase, Backland, 2024

En traduction : 
- « Die Poesie äussert sich. Dreimal französische Courage : Philippe Beck, Sylvie Kandé und Dominique Quélen », par Tim Trzaskalik et Leo Pinke, Schreibheft, n°88, février 2017, pp.133-191

En anthologie : 
- Yves di Manno et Isabelle Garron, Un nouveau monde, Poésies en France 1960-2010, Flammarion, coll. « Mille&unepages », 2017, pp.1385-1388

Autres :
- Dominique Quélen, « Je reviens tout de suite », dans Sandrine Wymann (dir.), Jennifer K. Dick  (dir.), Écrire l'art, Mulhouse, Kunsthalle, 2019, 208 p. (ISBN 979-10-91091-06-0), p. 160-167
- Pierre Vinclair, Prise de vers, À quoi sert la poésie ? La rumeur libre, 2019, "Des projets en prose", p.130-140
- Laure Gauthier (dir.), D’un lyrisme l’autre, Musica Falsa, 2022, entretien, p.78-85